# 農業政策
農業政策（英語：Agricultural policy）指與本地農業和進口外地農產品相關的一系列法律。政府實行農業政策通常是為了在本地農產市場達到特定的目標，例如保證供應水平、價格穩定、產品品質、產品選擇、土地使用或就業。